# Sandower Straße (Cottbus)

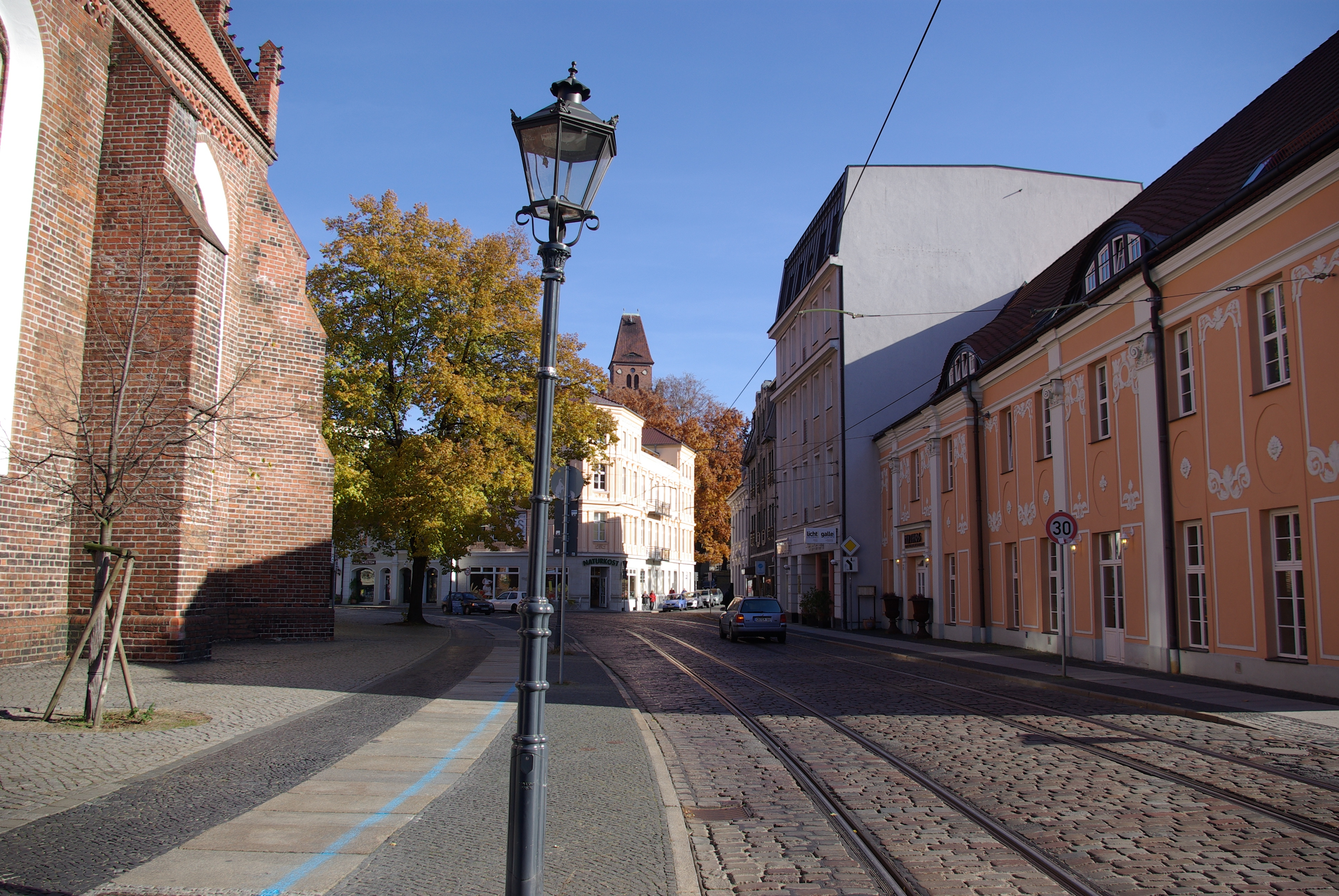
Die Sandower Straße, links die Oberkirche St. Nikolai, rechts das Haus Sandower Straße 54

Die Sandower Straße (niedersorbisch Žandojska droga) ist eine Straße in Cottbus. Die Straße geht vom Altmarkt in Richtung Osten. Sie ist eine der drei Hauptstraßen des alten Cottbus, die sich am Altmarkt treffen. Aus diesem Grund war es im Mittelalter eine Fernhandelsstraße.

## Lage und Geschichte
Die Sandower Straße beginnt am Altmarkt und läuft bis zum Gerichtsplatz, ab hier geht es in einem S-Bogen links um die Oberkirche und rechts um den Schlossberg bis zur Sandower Brücke. In Plänen der Stadt Cottbus ist die Straße bereits im Jahre 1800 verzeichnet. Im Jahre 1861 war sie im westlichen Teil ein Teil der Berliner Straße, im östlichen Teil hieß sie Brückenstraße. Ab 1892 wird die Straße vom Altmarkt bis Sandower Brücke Sandower Straße genannt.

## Häuser
In der Sandower Straße befinden sich zehn denkmalgeschützte Häuser und der ebenfalls denkmalgeschützte Tuchmacherbrunnen. Eine genaue Aufstellung der denkmalgeschützten Häuser befindet sich in der Liste der Baudenkmale in Cottbus. Ebenso liegt die Oberkirche St. Nikolai an der Sandower Straße. Im Einzelnen sind das:

### Sandower Straße 1

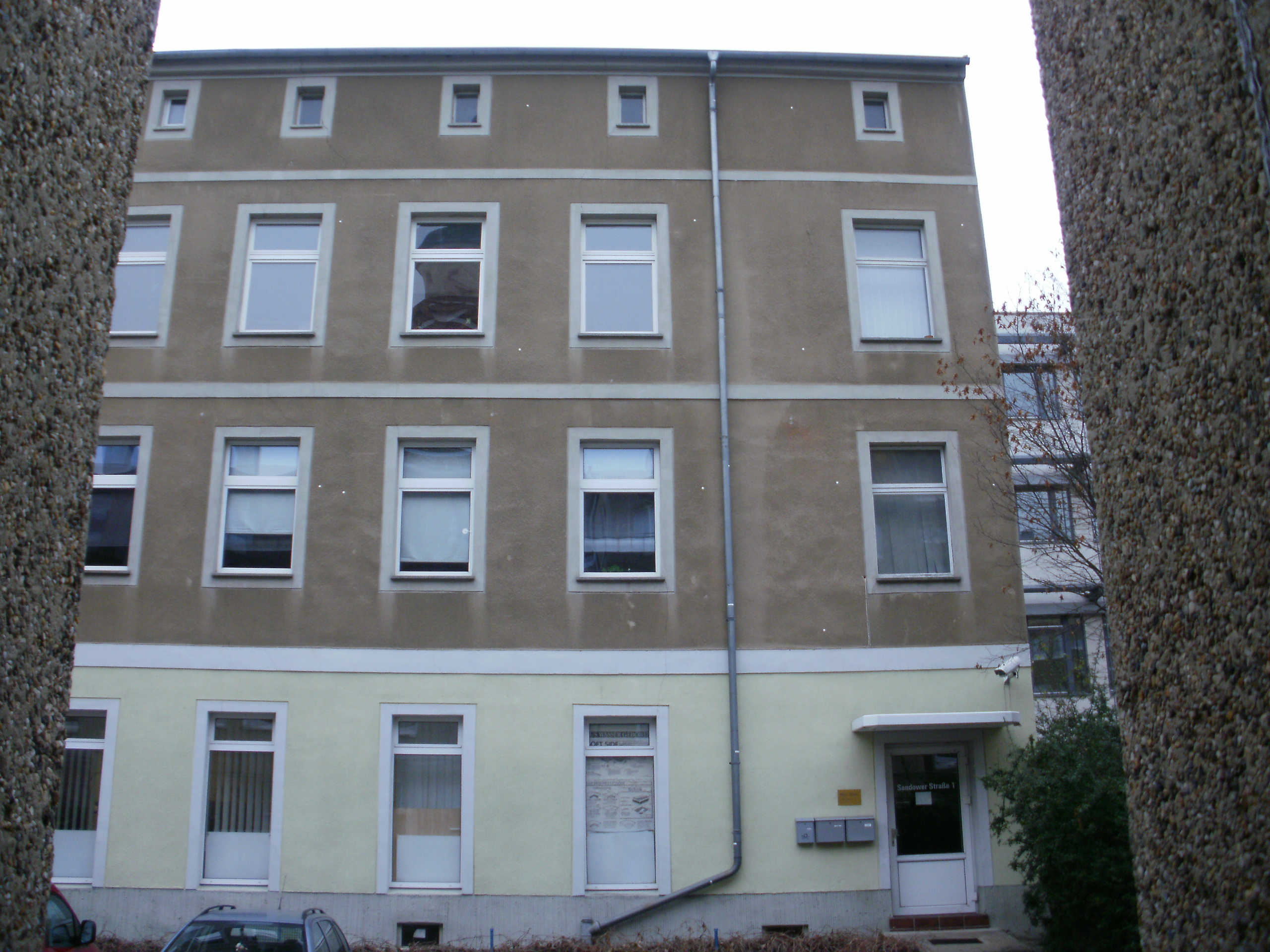
Sandower Str. 1

Die Bauerlaubnis für den Neubau des Wohnhauses Sandower Str. 1 für den Kaufmann und Stadtrat Adolf Zeidler wurde 1868 erteilt.  Das Gebäude ist ein an der Nordseite der Straße stehender, drei Fensterachsen breiter, dreigeschossiger Putzbau mit hohem Drempel und einem gewölbten Keller.
Das Erdgeschoss ist durch Pilaster gegliedert und von den oberen Geschossen durch ein Sohlbankgesims getrennt.  Das erste Obergeschoss ist durch die reichere Fenstergestaltung als Beletage hervorgehoben: kräftige Dreiecksgiebel auf Konsolen; Brüstungen mit Terrakottareliefs, die zwei aufgestützt liegende Figuren mit einer Sonnenblume zeigen.
Das zweite Obergeschoss ist schlichter gehalten, mit geraden Verdachungen und Sohlbänken auf Konsolen mit Ornamentfries. Der Drempel hat zu Paaren geordnete Fenster und ein weit vorkragendes Traufgesims, dessen Unterseite mit Rosetten verziert ist. Im Inneren ist von der ursprünglichen Ausstattung nur die hofseitig gelegene Treppenanlage mit Traillengeländer erhalten geblieben. 
Die Fassade des Hauses mit den stark plastisch ausgebildeten und filigran gearbeiteten Schmuckelementen ist charakteristisch für den Spätklassizismus.

### Sandower Straße 13

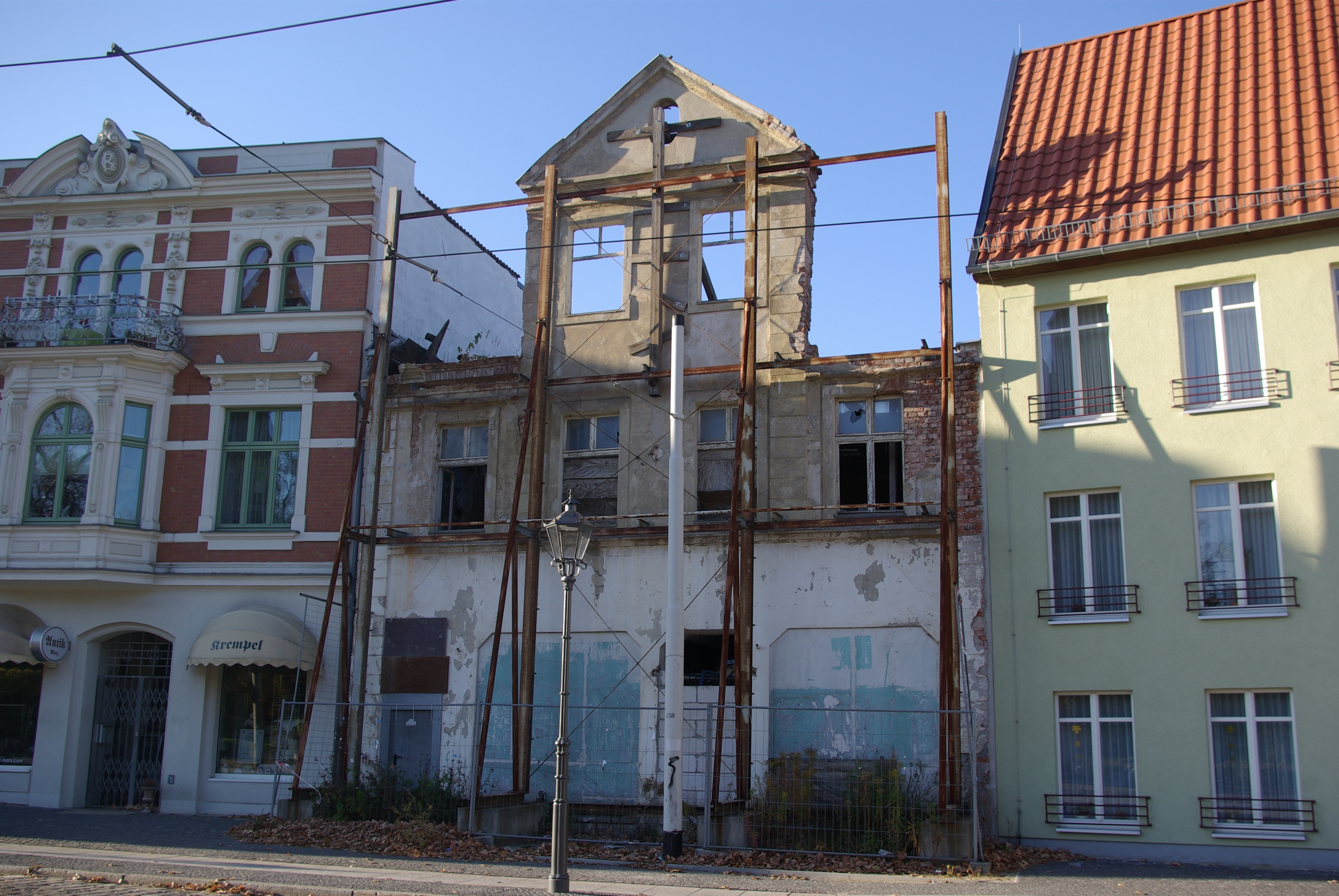
Sandower Str. 13

Das Wohnhaus wurde in zwei Bauphasen errichtet, das Erdgeschoss Ende des 17. Jahrhunderts, das Obergeschoss entstand Mitte des 18. Jahrhunderts. Ab Anfang des 19. Jahrhunderts wurde das Haus teilweise als Gaststätte genutzt, ab 1851 befand sich hier eine Brauerei. Das Haus steht seit 1987 leer und zerfällt.

### Sandower Straße 17

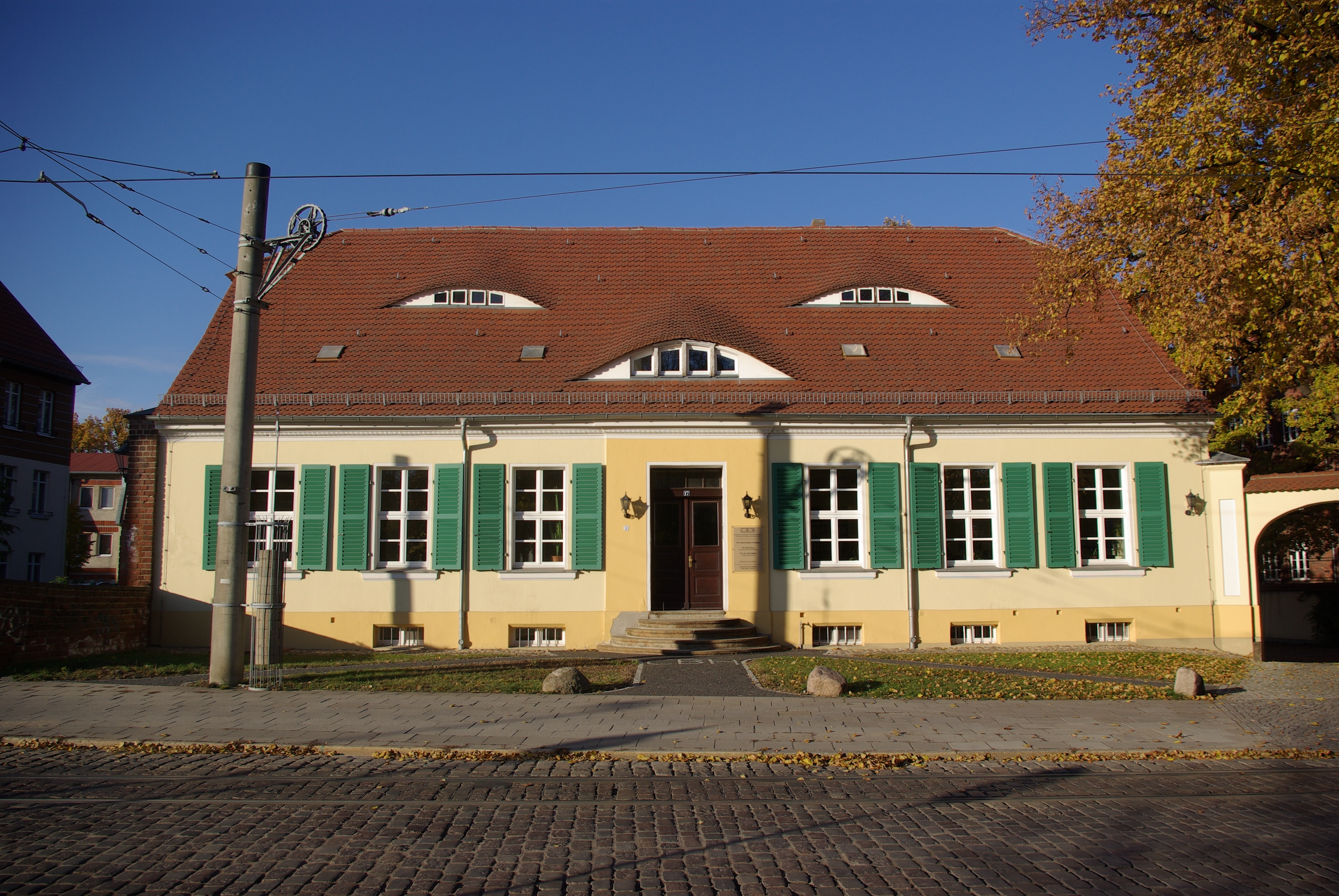
Sandower Str. 17

Dieses Haus ließ der Leinwandhändler Gustav Krüger um 1825 erbauen. Es ist ein typisch ländliches Herrenhaus in Biedermeierstruktur mit der klassizistischen Putzfassade des 19. Jahrhunderts. Die Genehmigung für eine Veranda mit Freitreppe an der Gartenfassade erfolgte 1894. Charakteristisch für dieses eingeschossige Haus sind die kleine Freitreppe und auf jeder Seite drei Fenster mit grünen Läden. Der Hauseingang ist mittig und auf dem Krüppelwalmdach sind Fledermausgauben angeordnet. Die Türen und der Parkettboden stammen aus der Zeit um 1900. 1921 wurden die Toreinfahrt und ein separater Eingang von der Ostseite geschaffen.
Die reich dekorierte Gartenfront in neubarocker Form sticht besonders hervor. Sogar die Rahmungen der seitlichen Fenster sind aufwendig verziert.
Die westliche Seite des Hauses ist ein Teil von der alten Stadtmauer. Der Garten nördlich des Wohnhauses führt bis zu den alten Wallanlagen heran. Einige ältere Bäume sind erhalten geblieben wie  Eiche und Blutbuche.  
Zu DDR – Zeiten wurde dieses Gebäude als Kindergarten genutzt. Dafür wurde der Garten umgestaltet. Es wurden Sandspielkästen, ein Betonwasserbecken, Schaukeln und ein Klettergerüst aufgebaut. Nach der Wende wurde der Garten wieder neugestaltet und das Haus  privat saniert. Stilgetreu erhalten geblieben sind die Außenseiten samt Terrasse und die Deckengestaltung mit Malereien und Reliefs im Inneren des Hauses.

### Sandower Straße 19

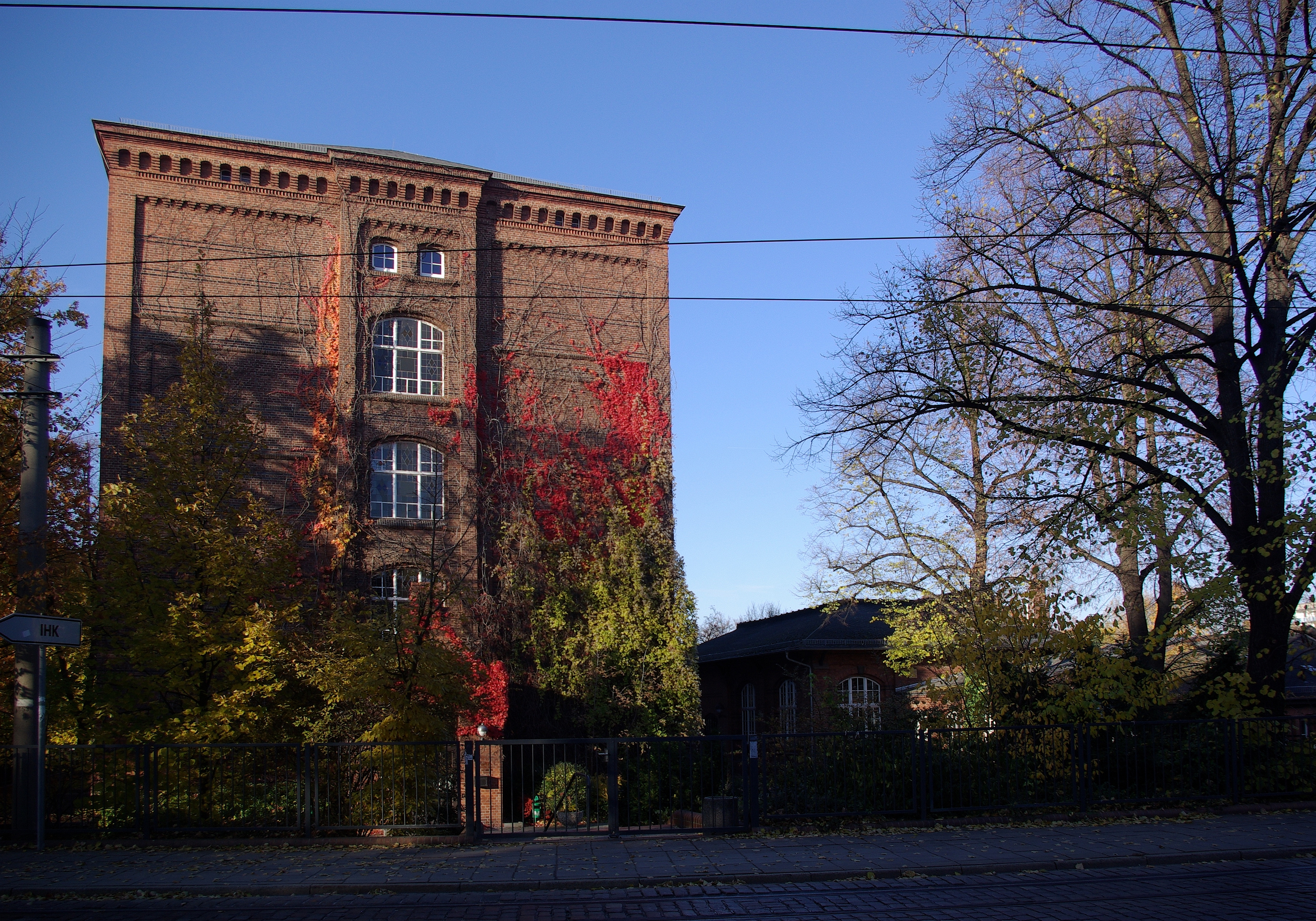
Gemeindeschule

Die ehemalige Gemeindeschule wurde 1895/96 erbaut, wobei der Entwurf durch das Stadtbauamt unter der Leitung des Stadtbaurates Richard Bachsmann erarbeitet wurde.
Das Bauwerk ist ein symmetrisch angelegter, roter Sichtziegelbau mit flachem Walmdach und einem hohen Sockelgeschoss. Horizontal sind die Fassaden durch umlaufende Gesimse und Schmuckbänder aus schwarz glasierten Ziegeln strukturiert. Die Obergeschosse sind durch übergreifende Lisenen, Sohlbankgesimse und bandartige Vorlagen in drei Achsen breite Wandfelder gegliedert, die durch Konsolfriese abgeschlossen werden.
Die zwölfachsigen Längsseiten haben zudem dreiachsige Seitenrisalite. Auf den Schmalseiten sind kaum vortretende Treppenhausrisalite zu sehen. Jedem Eingang ist ein eingeschossiger Vorbau unter Satteldach und Schmuckgiebel vorgesetzt.
Ursprünglich wurde das Kreisständehaus, das sich auf diesem Grundstück befand, 1893 zu einer Schule ausgebaut. Der Bedarf an Schulräumen konnte damit aber nicht gedeckt werden, daher  beschlossen die Stadtverordneten im Juli 1895 einen Schulneubau an diesem Standort. Das Bauwerk wurde im Oktober 1896 als Doppelschule mit 26 Unterrichtsräumen eingeweiht. Im nördlichen Teil wurde die Knaben- und im südlichen Teil die Mädchengemeindeschule untergebracht. 1914 wurde auch die Knabenmittelschule in dem Gebäude untergebracht und 1930 zogen die städtischen Höheren Handelslehranstalten und die Mädchen-Klassen der gewerblichen Berufsschule hier ein. Nach dem Zweiten Weltkrieg wurden in dem Gebäude für kurze Zeit die Lehrerbildungsanstalt und später die Gewerbliche Berufsschule untergebracht. Zurzeit wird es von den kaufmännischen Bereichen des Oberstufenzentrums II genutzt.
Die Schule ist ein wichtiges bauliches Zeugnis für die damalige Stadtentwicklung und dokumentiert den Aufschwung des Bildungswesens in Cottbus. Sie bildet mit ihrer ausgewogenen Symmetrie und schlichten Verzierung einen markanten Blickpunkt am östlichen Eingang der Sandower Straße.

### Sandower Straße 42

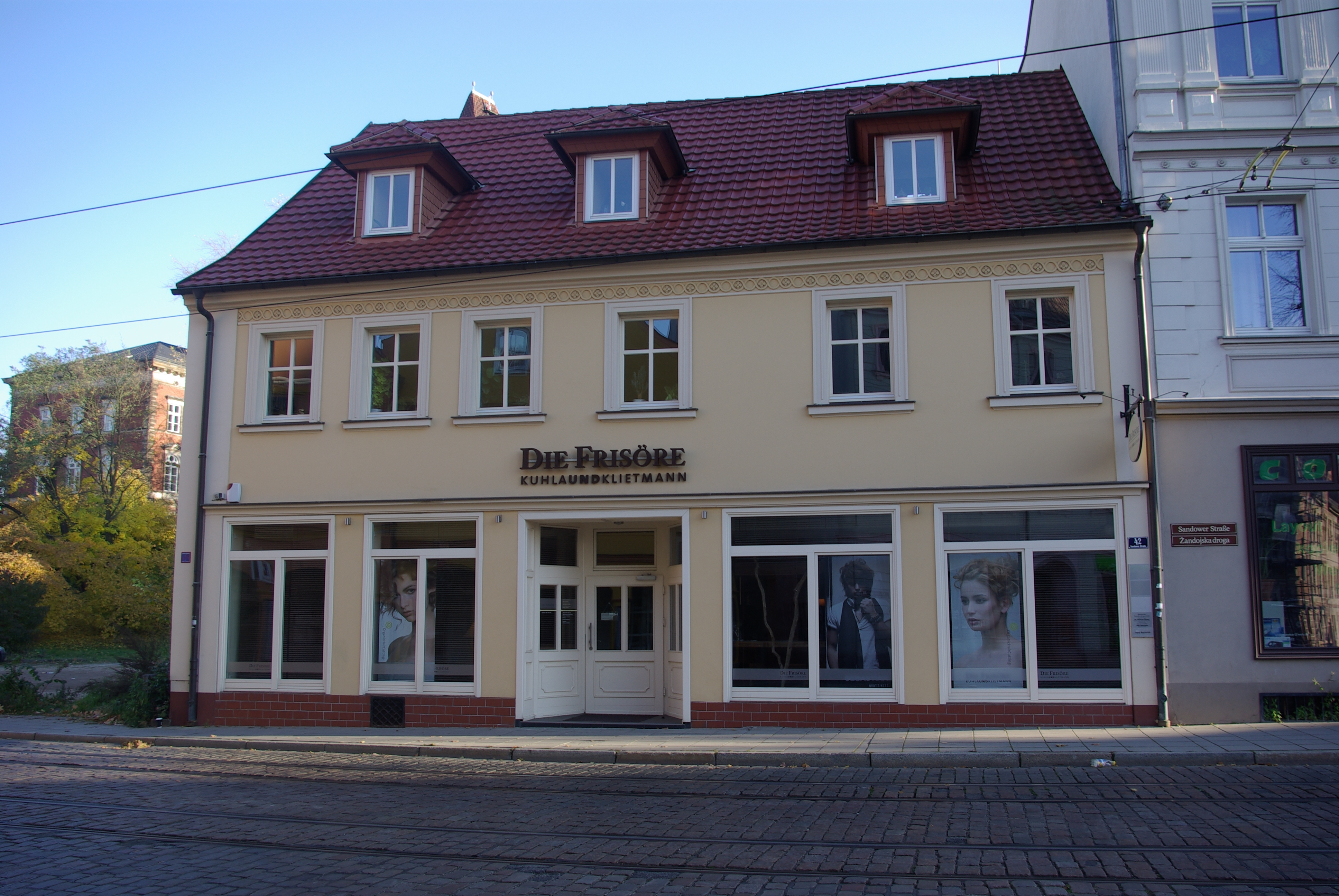
Sandower Str. 42

Das Wohnhaus Sandower Straße 42 setzt sich aus ursprünglich zwei Häusern zusammen. Der ältere linke Teil entstand im späten 18. Jh. als massiver, vierachsiger Bau mit Satteldach. Er ist auf dem Grundriss der Stadt Cottbus von 1800 zu finden. 1855 eröffnete Heinrich Robert Hilpert hier ein Eisenwarengeschäft. 1857 erwarb er auch das benachbarte Grundstück, auf dem er vermutlich ein neues Haus bauen ließ, das mit dem Nachbarsgebäude über eine Treppe verbunden war. Um 1900 wurde der Hauseingang verlegt und die Innenstruktur gravierend verändert. Bei der umfassenden Sanierung 1994/95 wurde der bauzeitliche Grundriss vollständig beseitigt, das Dach ausgebaut und mit Gauben versehen. Außerdem wurde das Haus zum Hof hin erweitert. 
Das Objekt ist nun ein sechsachsiger, zweigeschossiger Bau, dessen Gebäudeecken mit Lisenen betont sind. Im Obergeschoss sind 6 unregelmäßig angeordnete Fenster mit einfacher Putzrahmung und profilierten Fensterbänken und Gurtgesims zu sehen. Die Schaufenster und der zurückgesetzte Eingangsbereich sind nach dem Vorbild der Geschäftseinbauten des Eisenwarengeschäfts aus der Zeit nach dem Ersten Weltkrieg erneuert. Der Verkaufsraum nimmt das gesamte Erdgeschoss ein. Unter der linken Hälfte des Gebäudes befinden sich große tonnengewölbte Lagerkeller mit Seitenwänden aus Klosterformatbackstein. Die Kellerräume dienen heute als Gaststätte.
Mit der für das 18. Jahrhundert typischen Fassade trägt das Haus zum historischen Charakter der Sandower Straße bei. Für die Baugeschichte sind die erhaltenen Teile des Dachwerks und der spätmittelalterliche Keller interessant.

### Sandower Straße 48

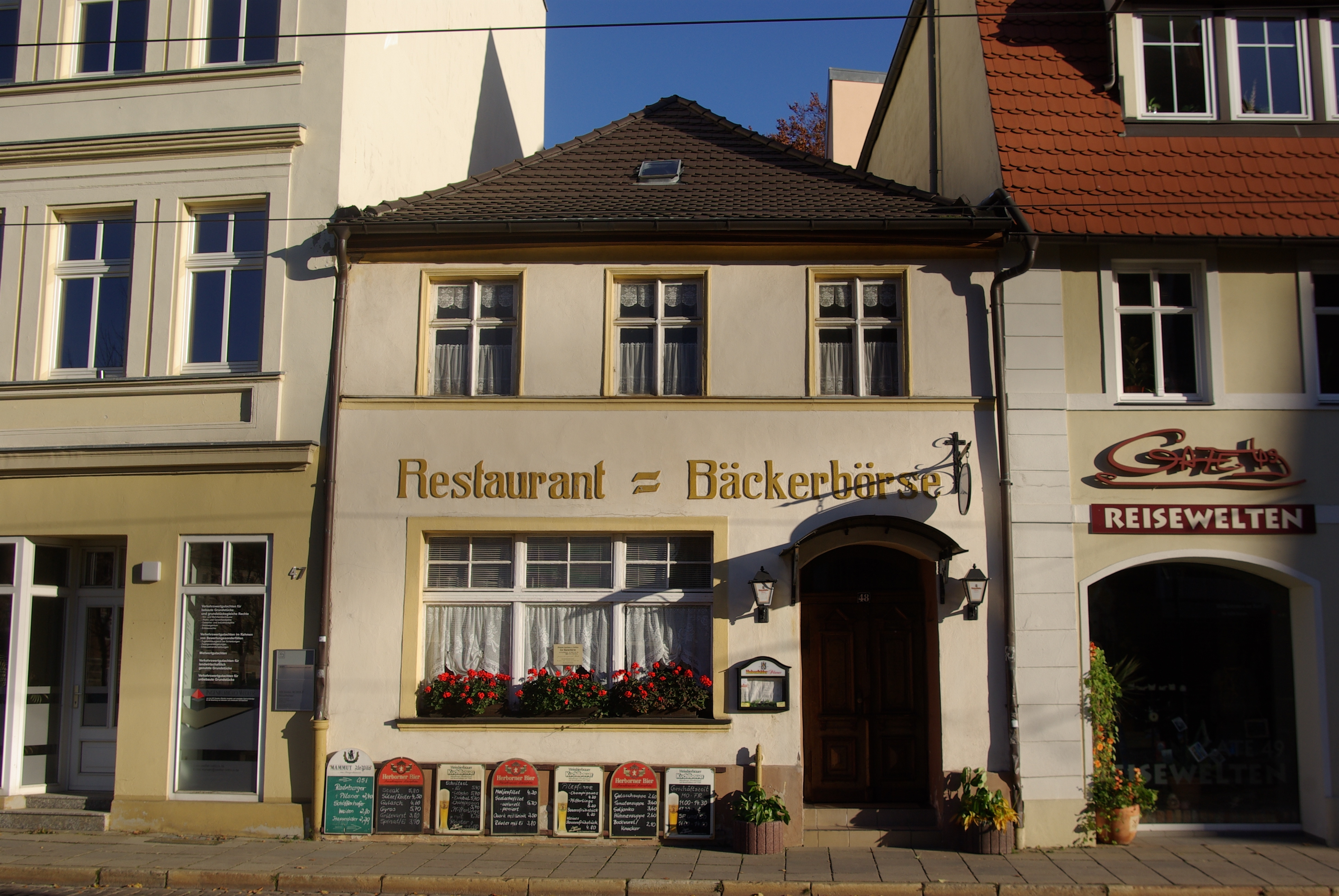
Bäckerbörse

Das Objekt Sandower Straße 48 wurde in der zweiten Hälfte des 18. Jahrhunderts wohl als Handwerkerwohnhaus errichtet und befindet sich an der Ostseite der Straße gegenüber der Oberkirche St. Nikolai. Im Adressbuch wird 1896 erstmals eine Gastwirtschaft in dem Haus erwähnt, geführt von Hermann Schulz, die später als Treffpunkt für Bäckergesellen gedient hat und deshalb im Volksmund „Bäckerbörse“ genannt wurde. Die heutige Gaststätte trägt diesen Namen. 
Das Haus ist ein kleiner giebelständiger Massivbau mit Walmdach mit einer für die Zeit um 1800 typischen, einfachen Gliederung der Fassade im Obergeschoss. Die Fenster mit einfacher Putzrahmung sind dort durch ein Sohlbankgesims verbunden. Das Erdgeschoss ist seit der Nutzung als Gaststätte durch einen großflächigen Fenstereinschnitt gekennzeichnet. Die zur Straße gelegenen Kelleranlagen, bestehend aus zwei kleinen Räumen mit Tonnengewölben und Wänden aus Mischmauerwerk, werden einem mittelalterlichen Vorgängerbau zugerechnet. Die hofseitigen Kellerräume mit preußischem Kappengewölbe sind wesentlich jüngeren Datums.
Das bauzeitliche Dachwerk, eine Kehlbalkensparrenkonstruktion mit drei Spitzsäulen, ist in Cottbus einzigartig.
Das Gebäude verkörpert mit all seinen Merkmalen das typische Kleinbürgerwohnhaus des 18. Jahrhunderts, das außerhalb des Altmarktes kaum noch zu sehen ist, und es ist eines der letzten Beispiele der Bauform, die das Erscheinungsbild der Stadt außerhalb des Marktes prägte.

### Sandower Straße 50

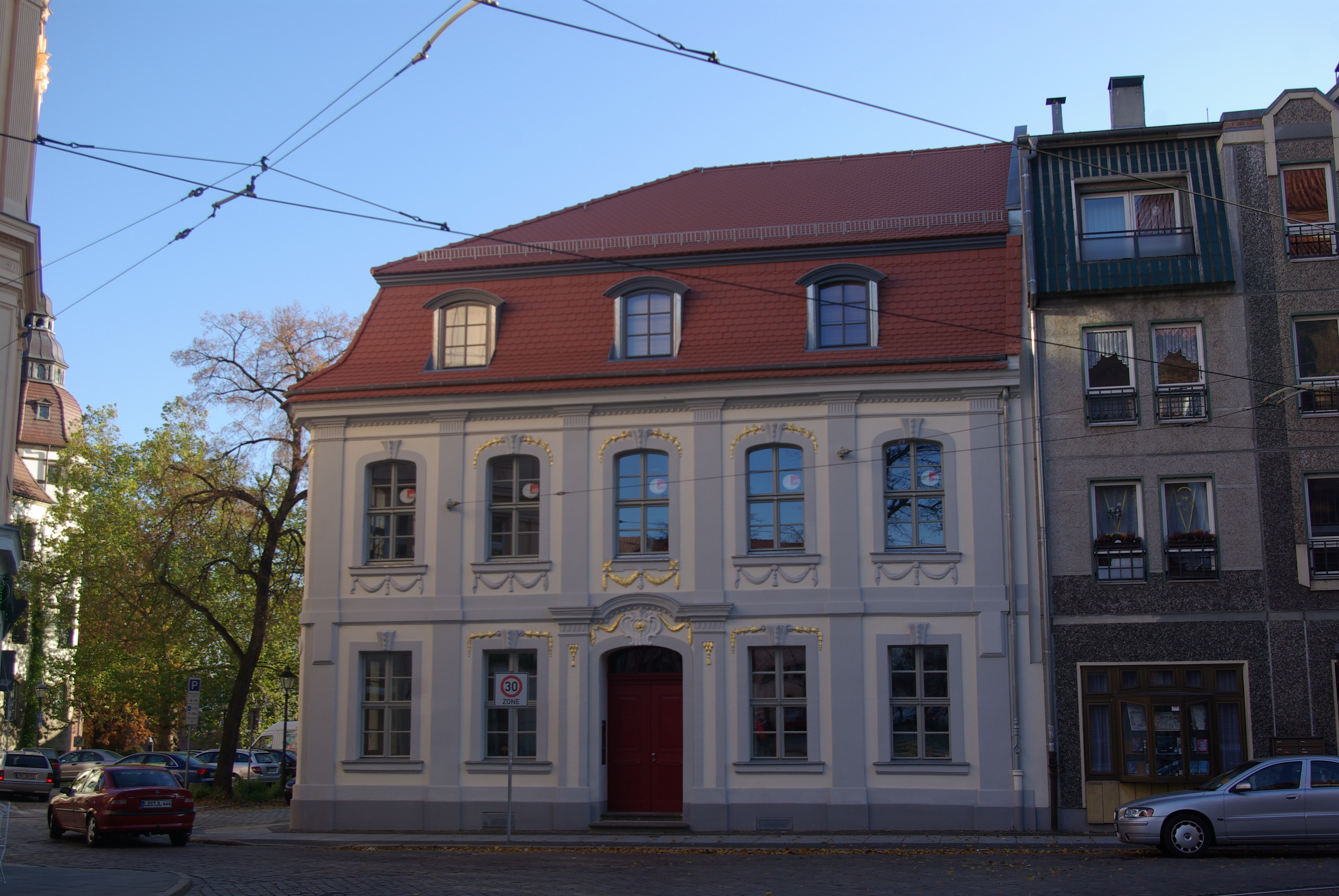
Sandower Str. 50

Das Wohnhaus Sandower Straße 50 wurde 1795/96 im Auftrag von Ferdinand Köhler, der später Zweiter Bürgermeister von Cottbus wurde, auf zwei zusammengelegten Grundstücken errichtet. Von 1811 an war es im Besitz von Tuchhändler  Friedrich Wilhelm Liersch und wurde 1905 vom Magistrat erworben. Es wurde instand gesetzt, um als Stadthaus II zu dienen. In dem Gebäude waren unter anderem die Stadtsparkasse, das Armenbüro, das Standesamt und das Stadtarchiv untergebracht. In den Jahren 1952–54 erfolge ein Umbau zum Ambulatorium der Volkspolizei. Später wurde das Gebäude zum Teil wieder zu Wohnraum umgebaut und stand seit Anfang der 1990er Jahre leer. Später erwarb der Gastronom Carsten Hajek das Gebäude und ließ es 2009/10 denkmalgerecht sanieren. Das Haus bietet nun 840 Quadratmeter Wohn- und Bürofläche. Nach Aussage des Vorsitzenden des Denkmalbeirates Ulrich Sasse wurde die Fassade auf Grundlage von restauratorischen Befunduntersuchungen originalgetreu wiederhergestellt und spiegelt auch die Farbgebung der Erbauungszeit wider.
Das Objekt ist ein  repräsentatives, zweigeschossiges Eckgebäude zum Gerichtsplatz von fünf zu acht Fensterachsen mit Mansarddach.  Die beiden Schauseiten sind reich geschmückt und durch eine dichte Pilaster-Gesimsgliederung gekennzeichnet. Das Eingangsportal an der Sandower Straße ist von ornamentierten Pilastern gerahmt und wird von einer Schmuckkartusche mit Girlandenschmuck bekrönt. Die Fenster des Baus sind von einfachen Putzfaschen mit fächerartigen Schlusssteinen umrahmt. Die zentralen Fenster auf der Seite der Sandower Straße sind außerdem mit girlandenartigem Schmuck verziert. Sie sind im Erdgeschoss gerade und im Obergeschoss stichbogig abgeschlossen. In das Dach sind stehende Gauben integriert. Auf Grund seiner stilistischen Ausprägung nimmt das Haus eine Sonderstellung ein und ist eines der kunst- und baugeschichtlich bedeutendsten Bauten der Region. Die Gestaltung ist nach dem Vorbild der palastartigen Wohnbauten des Potsdamer Spätbarocks, dem sogenannten Zopfstil, einzigartig in Cottbus. Als langjähriger Verwaltungssitz ist das Gebäude zugleich auch ein Zeugnis der Ortsgeschichte.

### Sandower Straße 54

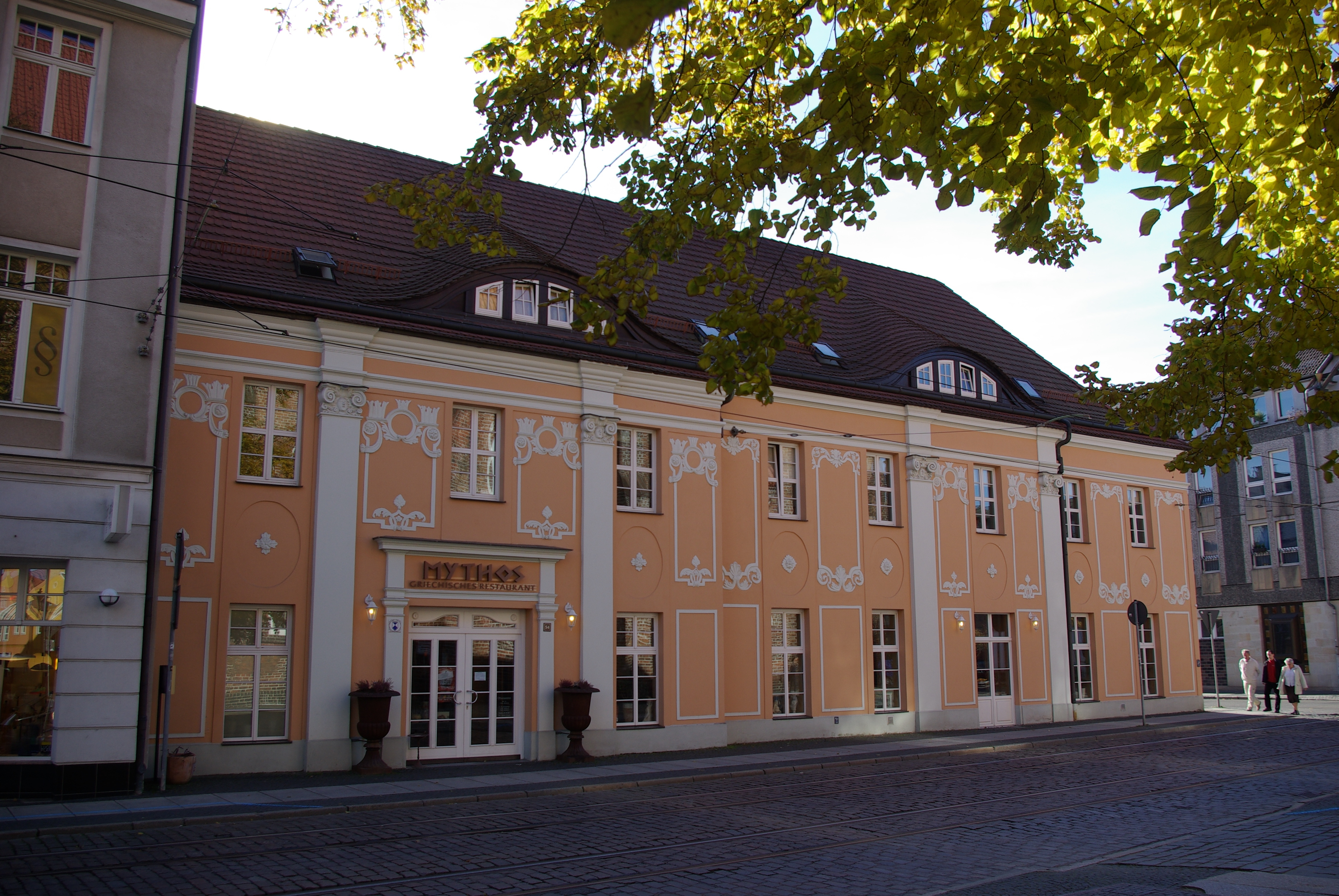
Sandower Str. 54

Der Kernbau des Wohnhauses Sandower Straße 54 stammt wohl bereits aus dem Jahr 1698. Die Fassade wurde Mitte des 18. Jahrhunderts neu gestaltet. Das Gebäude steht auf ursprünglich drei mittelalterlichen Parzellen. Dieses Grundstück war vermutlich seit Anfang des 16. Jahrhunderts Eigentum der Stadt. Beim Stadtbrand 1671 wurde der kleinere Vorgängerbau, der von mehreren Stadtschreibern bewohnt wurde, fast vollständig zerstört. 
1698 erfolgte ein Neubau mit Einbeziehung der Wandreste des Vorbaus. Aus dieser Zeit stammt wohl auch der tonnengewölbte Keller unter dem westlichen Teil des Gebäudes. Die Stadt verkaufte das Gebäude 1701 an den Postmeister, Bürgermeister und Richter der französischen Kolonie, Georg Müller, der dort eine Posthalterei unterhielt. Danach wechselten oft die Eigentümer. Im 19. Jh. wurde das Erdgeschoss durch Ladeneinbauten mehrfach verändert, um 1900 gab es hier 4 Geschäfte mit eigenen Eingängen und Fenstern. Im Jahre 1901 erwarb der Kaufmann Ludwig Kunert das Haus und ließ die Stuckdekoration der Fassade dem Zeitgeschmack entsprechend erneuern. Das Gebäude ist seit 1986 Eigentum der Gebäudewirtschaft Cottbus und wurde 1991/92 restauriert (Fassade, Rückbau des Erdgeschosses und Dekoration der Schmalseite). Außerdem wurde das Innere saniert und durch die Bayerische Vereinsbank, die dort zeitweise untergebracht war, umgebaut.
Das Eckgebäude mit Walmdach ist ein zweigeschossiger, traufständiger Putzbau von acht Achsen, die durch Kolossalpilaster, deren Kapitelle mit Masken und Voluten besetzt, gegliedert sind. Der Hauseingang ist von Pilastern gerahmt, die ein Gebälk tragen. Zwischen den Obergeschossfenstern sind eingetiefte Rechteckfelder mit feinen, reich ornamentierten Stuckrahmen zu finden. Deren Motive zeigen unter anderem Akanthus, Kartuschen, Muscheln sowie Ranken- und Blattwerk. Die Brüstungsbereiche sind mit großen ovalen, rosettenverzierten Putzspiegeln verziert. Über den Fenstern ist ein Sturzgesims zu sehen, das zu einem getreppten Traufgesims überleitet. Beide Gesimse sind mit Kolossalpilastern verkröpft. Auf dem Walmdach sind große Fledermausgauben eingebaut. Im Inneren sind Stuckdeckenelemente aus dem 19. Jahrhundert erhalten geblieben. 
Das stattliche Wohnhaus mit seiner vielschichtigen Aussagekraft zur Bau- und Stadtgeschichte ist das einzige erhaltene Beispiel für eine um 1905 erfolgte „Fassadenmodernisierung“ der Bürgerhäuser aus der Zeit um 1700, bei der barocke Gliederungselemente mit phantasievollen, stark stilisierten neubarocken Formen unter Jugendstileinfluss verbunden wurden.

### Sandower Straße 57

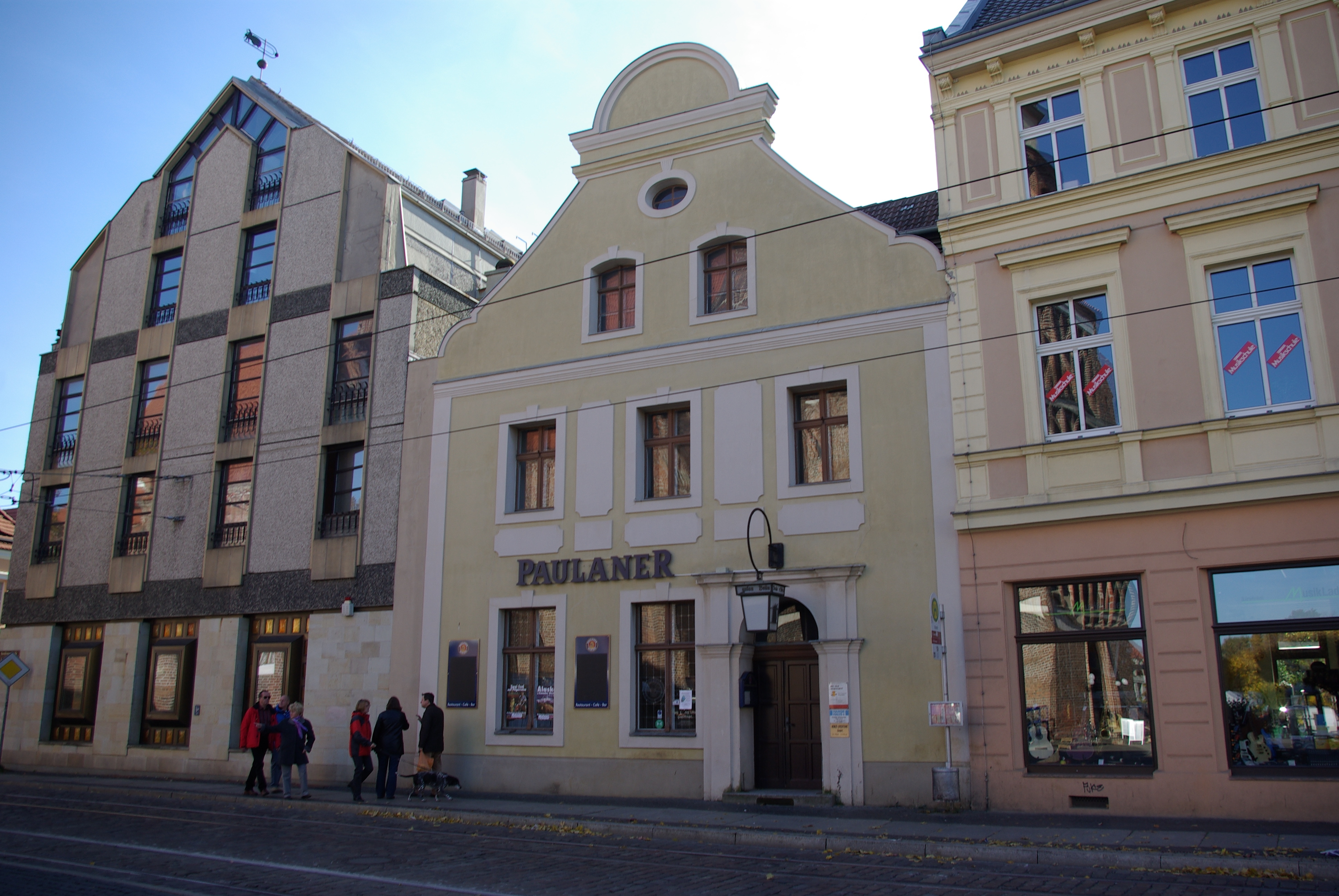
Sandower Str. 57

Das Wohnhaus Sandower Str. 57 ist im Kern ein spätgotischer Backsteinbau, dessen Keller, Erdgeschoss und Teile des Obergeschosses in den barocken Neubau einbezogen worden sind. Dieser Neubau entstand in zwei Bauabschnitten um 1700 und 1780. 
Der Kernbau wird bereits 1544 das erste Mal erwähnt. Das Haus wurde beim Stadtbrand 1671 stark beschädigt und erst 1730 ließ Christian Richter das Haus für eine Zinngießerei, die er ab 1734 hier betrieb, ausbauen. Dabei wurde die Treppe verlegt, die Raumhöhe verändert und aus Brandschutzgründen Tonnengewölbe im östlichen Teil des Erdgeschosses eingebaut. 
1781 wurde im Auftrag des Zinngießers Johann Christian Richter die Fassade verändert. Unter anderem wurde im Erdgeschoss eine Dreifenstergruppe eingebaut und der Giebel aufgeführt. Ludwig Klingmüller übernahm 1797 die Zinngießerei, nach ihm Andreas Friedrich José im Jahre 1819. Der Tuchmachermeister Friedrich König gründete hier 1825 das „Königs Bierhaus“, das 100 Jahre in Familienbesitz blieb.  Ende der 1930er Jahre kaufte der Gastwirt Richard Dubrauke den Ausschank und benannte ihn in „Paulaner Bräu“ um. Nach dem Zweiten Weltkrieg übernahm Hans-Joachim Reinhardt die Gastwirtschaft. 
Seit den 1960er Jahren löste sich durch Wasserschäden der Putz ab und offenbarte gotische Fenstergewände aus Backstein. Bei den nachfolgenden Bauuntersuchungen wurden ein Schalenmauerwerk aus gotischen Backsteinen in Klosterformat und korbbogige Wandnischen in den Seitenwänden im Inneren freigelegt. 1988 wurde auch die Deckenfassung aus der Frührenaissance nachgewiesen. Bedauerlicherweise wurden diese Entdeckungen bei der „Rekonstruktion“ 1988/89 nicht berücksichtigt – es ging wertvolle gotische Bausubstanz verloren und ein großer Teil der Formsteine im Ostteil der Fensterfassade wurde abgeschlagen.
Das Objekt ist ein zweigeschossiges Giebelhaus von drei Achsen mit einer großen tonnengewölbten Kelleranlage. Die Horizontalen werden durch kräftige Gesimse betont und zwischen den Fenstern des Obergeschosses befinden sich Putzspiegel. Der rundbogige Mitteleingang wird von toskanischen Pilastern flankiert. Im leicht geschwungenen Schweifgiebel mit halbkreisförmigem Abschluss sind zwei flachbogige Fenster und ein Ochsenauge untergebracht.
Das Haus ist das einzige bisher bekannte Bürgerhaus der Stadt, an dem bei einem „Neubau“ das spätmittelalterliche Backsteinmauerwerk einbezogen worden war. Es gibt damit den bau- und stadtgeschichtlichen Hinweis, dass in Cottbus schon zu jener Zeit nicht nur Fachwerkhäuser existierten. Das deutet auf die wirtschaftliche Bedeutung der Stadt und den Wohlstand von Teilen ihrer Bevölkerung bereits in gotischer Zeit (bis 1550) hin.

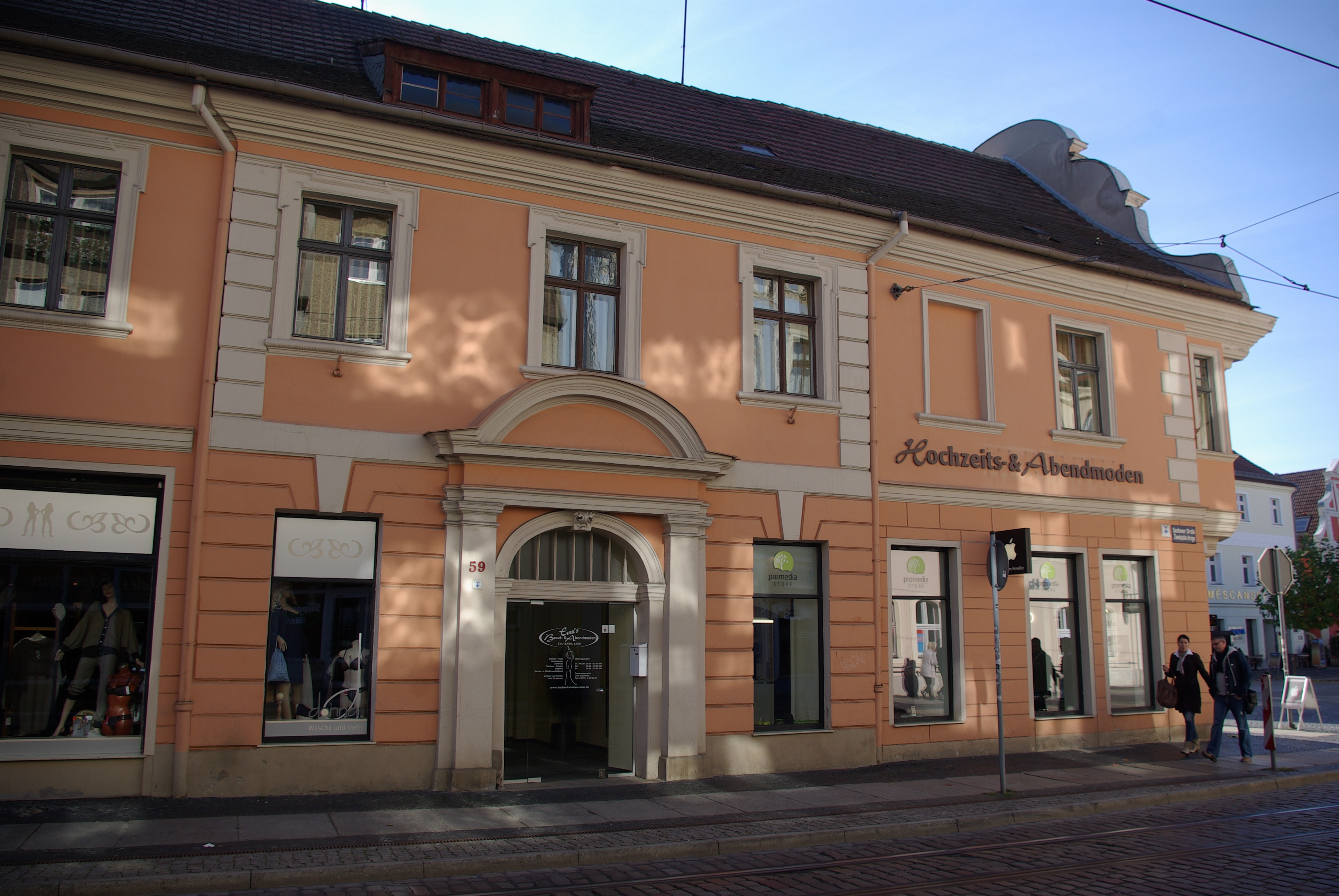
Sandower Str. 59

### Sandower Straße 59
Das Wohnhaus steht an der Ecke zum Altmarkt. Es wurde um 1780 erbaut. Es ist ein zweigeschossiger Bau mit einem Satteldach. Seine Fassade wird durch den pilastergerahmten Eingang geprägt, der eine wuchtige, halbrunde Verdachung trägt. Das Erdgeschoss besitzt eine kräftige Putzquaderung. Ein farblich abgesetztes Putzband trennt die beiden Etagen. Die Fenster des Obergeschosses sind durch Faschen gleichen Farbtons eingefasst. Die seitlichen Abschlüsse des Hauses werden durch eine Putzquaderung im Obergeschoss betont.